# كمال ساغار
كمال ساغار (بالإنجليزية: Kamal Sagar)‏ هو مهندس معماري هندي، ولد في 16 يوليو 1969.